# Венцаго, Марио
Марио Венцаго (итал. Mario Venzago; род. 1948, Цюрих) — швейцарский дирижёр.
Начинал музыкальную карьеру как пианист, затем учился дирижированию у Эриха Шмида в Цюрихе и Ханса Сваровски в Вене.
В 1978—1986 гг. возглавлял Винтертурский городской оркестр, одновременно работал с оркестром романской Швейцарии (отвечая за радиопрограмму оркестра) и оркестром оперного театра в Люцерне. В 1986—1989 гг. руководитель Гейдельбергской оперы. В 1989—1992 гг. возглавлял Немецкий камерный филармонический оркестр, в 1991—1994 гг. руководил оперой и филармоническим оркестром в Граце. В 1997—2003 гг. музыкальный руководитель Базельского симфонического оркестра, одновременно в 1998—2001 гг. главный дирижёр Национального оркестра Страны басков (совместно с Гилбертом Варгой), а в 2002—2003 гг. главный приглашённый дирижёр Симфонического оркестра Мальмё. В 2002 г. Венцаго возглавил Индианаполисский симфонический оркестр (в 2004—2007 гг. совмещая этот пост с постом главного дирижёра Гётеборгского симфонического оркестра).